# Irena Tratnik
Irena Tratnik Dosso, slovenska pevka zabavne glasbe, * ok. 1962,  Ljubljana
Bila je ena vidnejših pevk 80. let, znana predvsem po pesmi "Malo miru", priredbi evrovizijske zmagovalne skladbe "Ein bißchen Frieden" nemške pevke Nicole. Sodelovala je na vseh večjih slovenskih festivalih: Slovenska popevka, Pop delavnica, Melodije morja in sonca in Vesela jesen.
V septembru 2008 je posnela novo skladbo z naslovom "Otožni tango" avtorja Marka Pezdirca, za katero je besedilo napisala sama. V sodelovanju s Pezdircem sta nastali tudi pesem "Kresnice", s katero se je predstavila na Etnokostelu 2009, in "Pogrešam te".
Od malega je živela v Trebnjem. Resneje se je s petjem začela ukvarjati pri sedemnajstih, ko so jo k sodelovanju povabili člani novomeškega ansambla Termal, širšemu občinstvu pa se je prvič predstavila v radijski oddaji Kar znaš, to veljaš.
Poročena je z Viniciom Dossom, s katerim ima turistično podjetje. Od sredine 90. let živi v Veroni. Občasno se še vedno ukvarja z glasbo in vodi različne prireditve. Med drugim se je preizkusila tudi v prevajalstvu. Leta 2007 je prevedla italijansko otroško knjigo Prvo sveto pismo za otroke (La prima biblia dei piccoli).

## Diskografija

### Pesmi
- "Malo miru" (priredba "Ein bißchen Frieden" pevke Nicole)
- "Piši mi"
- "Tiha noč"
- "Še žal ti bo"
- "Country boy"
- "Čakam te"
- "Reci kdaj, kako te ljubim" (z Otom Pestnerjem, priredba pesmi "I Just Called to Say I Love You" Stevieja Wonderja)
- "Morje, sonce in njegov nasmeh"

### Albumi in EP-ji
- mala plošča Malo miru s pesmima "Malo miru" in "Pa kaj me briga" (Helidon, 1982)
- kaseta Irena Tratnik (ZKP RTV, 1983)
- Malo miru (Sraka, 2001)

## Festivali

### Melodije morja in sonca
- 1981: "Morje, sonce in njegov nasmeh" - nagrada strokovne žirije za najboljšega debitanta
- 1983: "Dva dvojna" - 3. nagrada občinstva
- 1984: "Piši mi"
- 1988: "Sanjajva, sanjajva"

### Slovenska popevka
- 1983: "Joj, joj, kaj bodo rekli ljudje"

### Etnokostel
- 2009: "Kresnice"

## Pevska tekmovanja
- mladinsko pevsko tekmovanje v Maglaju (Bosna) - prva nagrada strokovne žirije in druga nagrada s strani novinarjev